# Syndesus
Syndesus — род жуков семейства Рогачи (Lucanidae)

## Систематика
В роде описано 4 видов.

## Перечень видов
- Syndesus cancellatus (Montrouzier, 1860)
- Syndesus cornutus (Fabricius, 1801)
- Syndesus macleayi Boileau, 1905
- Syndesus punctatus Boileau, 1905